# Crveni bor
Crveni bor (Pinus resinosa) ili norveški bor, je vrsta bora porijeklom iz Sjeverne Amerike. Granice raspona su Newfoundland na sjeveru, Manitoba na zapadu i Pennsylvania na jugu, s nekoliko manjih, razdvojenih populacija koje se javljaju u planinama Appalachian u Virginiji i Zapadnoj Virginiji, kao i nekoliko malih džepova u krajnjem sjevernom New Jerseyu i sjevernom Illinoisu.   
Crveni bor je državno stablo Minnesote. Naziv "Norveški bor", koji se javlja u Minnesoti, vjerojatno potječe od ranih skandinavskih doseljenika koje su ovi borovi podsjećali na one u norveškim šumama.

## Opis
Crveni bor je crnogorično drvo koje karakterizira visok, ravan rast na različitim staništima. Obično narastu do visine od 20–35 do 20–35 metara, s promjerom debla do 1 metar, a najviša zabilježena visina je bila 143.77 m. Krošnja je stožastog oblika, s vremenom postaje uska zaobljena kupola. Kora je gusta i sivo smeđa u podnožju stabla, te tanka, pahuljasta i svijetlo narančastocrvena u gornjoj krošnji; po čemu je vrsta i dobila ime "crveni" bor. Na pukotinama u kori može se vidjeti crvena boja. Kod ive vrste ne nalazimo mrtve grane, što znači da same otpadaju, pa starija stabla mogu imati vrlo dugačka debla, bez bočnih ozdanaka grana, ispod krošnje. 
Četine su igličaste, tamno žutozelene boje, po 2 u svežnju, dugačke 12–18 cm, te krhke. Listovi pri savijanju pucaju, što se u nekim tekstovima navodi kao metoda determinacije vrste, no zapravo postoji još nekoliko vrsta bora s istom karakteristikom. Češeri su simetrično ovalni, 4–6 cm dugi i 2.5 cm široki, ljubičasti prije zrelosti, orašasto plavi kad sazriju. Kad sazriju, otvaraju se na širinu od 4–5 cm, s ljuskicama bez bodlje i gotovo bez stabljike.
Crveni bor poznat je po vrlo konstantnoj morfologiji i niskim genetskim varijacijama u cijelom svom rasponu, što sugerira da je u svojoj novijoj evolucijskoj povijesti bio blizu izumiranja. Genetska studija nuklearnih mikrosatelitskih polimorfizama među populacijama raspoređenim u cijelom njegovom prirodnom rasponu utvrdila je da se populacije crvenog bora s Newfoundlanda genetski razlikuju od većine populacija kopna, što je u skladu sa širenjem različitih glacijalnih refuzija kod ove vrlo samooprašivajuće vrste.

## Galerija slika
- Staro stablo u državnom parku Itasca, Minnesota
- Peludni češeri u proljeće
- Grmovi crvenog bora na jesen žute i odbacuju starije lišće
- Korijenje stabla sidri strukturu i osigurava vodu i hranjive tvari. Tlo je erodiralo oko korijena ovog mladog crvenog bora.

## Ekologija
Netolerantan je prema hladu, ali dobro se nalazi na vjetrovitim mjestima; najbolje raste u dobro dreniranom tlu. Ovo je dugovječno stablo, koje doseže maksimalnu starost od oko 500 godina. Drvo je u šumarstvu komercijalno vrijedno za drvnu celulozu i drvenjaču, a drvo se koristi i za uređenje okoliša. 

## Vanjske poveznice
|  | Zajednički poslužitelj ima stranicu o temi Crveni bor    |
|  | Zajednički poslužitelj ima još gradiva o temi Crveni bor |
|  | Wikivrste imaju podatke o taksonu Crveni bor             |

- Interaktivna karta distribucije crvenog bora  Arhivirana inačica izvorne stranice od 25. veljače 2017. (Wayback Machine)